# 加治久典
加治 久典（かじ ひさのり、1937年4月18日 - 2014年4月6日）は、日本の実業家。ハローデイ創業者。同社元会長。福岡県出身。

## 略歴
1937年、福岡県苅田町の生まれ。福岡県立京都高等学校卒業。1958年、21歳の時、父親から15坪の食料品店である有限会社かじやを引き継ぎ、後のハローデイの礎を築く。2014年4月6日、癌性リンパ管症にて、76歳死去。

## 「かじや」から「ハローデイ」へ
株式会社かじやが経営不振に陥るが、長男の加治敬通の入社により、危機を乗り越え、株式会社ハローデイ設立。同社社長に就任。2008年、同社会長。

## 活動
- 平成17年、「NPOお元気様会」創立、理事長に就任[1]。
- 2004年11月20日 - 山口県中小企業家同友会の経営者フォーラム（下関市）にて「従業員第一主義」の経営理念について講演[2]。